# Probsteierhagen
Probsteierhagen er en by og kommune i det nordlige Tyskland, beliggende i Amt Probstei i den nordlige del af Kreis Plön. Kreis Plön ligger i den østlige/centrale del af delstaten Slesvig-Holsten.

## Geografi
Probsteierhagen er beliggende midt i Probstei, et landskab i det nordtyske lavland, omkring 10 kilometer nordøst for Kiel. Den ligger ved Kiel-Schönberger Eisenbahn, der forbinder Kiel med Østersøen. Nord for kommunen løber Bundesstraße 502.